# Sobaeksu Sports Club
Maillots

Le Sobaeksu Sports Club, plus couramment abrégé en Sobaeksu SC (en hangul: 소백수체육단, et en hanja: 小白水體育團), est un club nord-coréen de football basé à Pyongyang, la capitale du pays.
Le club est actuellement entraîné par l'ancien sélectionneur de la Corée du Nord, Kim Jong-hun.

## Histoire
C'est un club-satellite de l'équipe d'April 25 SG. 
Le club entretient une rivalité avec l'équipe du Kigwancha SC.

## Personnalités du club

### Entraîneurs du club
- Kim Jong-hun (2011-)

### Anciens joueurs du club
- An Il-bom
- Ri Jun-il
- Ri Hyong-mu
- Pak Sung-hyok